# Партизанин
Партиза́нин (болг. Партизанин) — село в Старозагорській області Болгарії. Входить до складу общини Братя-Даскалові.

## Населення
За даними перепису населення 2011 року у селі проживали 527 осіб.
Національний склад населення села:
| Національність   | Кількість осіб | Відсоток |
| ---------------- | -------------- | -------- |
| болгари          | 367            | 83,4%    |
| турки            | 65             | 14,8%    |
| цигани           | 4              | 0,9%     |
| Всього відповіли | 440            |          |

Розподіл населення за віком у 2011 році:
Динаміка населення: